# Seznam památek Slavkovského bojiště

Areál chráněné památkové zóny Slavkovského bojiště

Seznam památek Slavkovského bojiště představuje výčet kulturních památek – pomníků, křížů, kapliček, hromadných hrobů, míst významných z hlediska velení a dalších nemovitých objektů spojených s bitvou tří císařů u Slavkova dne 2. prosince 1805.

## Území
Slavkovské bojiště je oblast o ploše asi 120 km² rozkládající se na východ od Brna, na území dvou okresů Vyškov a Brno-venkov. Přibližně je vymezená obcemi Pozořice (ze severu), Slavkov u Brna (z východu), Žatčany (z jihu) a Šlapanice (ze západu). Alternativní vymezení představují říčky Litava (z jihovýchodu) a Zlatý potok (ze západu) a stará císařská cesta (ze severu).

V roce 1992 byla vymezená část území o rozloze 72 km² vyhlášena krajinnou památkovou zónou.

## Seznam
Seznam je řazen abecedně dle umístění památek.  Hvězdou jsou vyznačeny nejvýznamnější, v literatuře nejčastěji nebo nejobšírněji zmiňované památky Slavkovského bojiště. Šedě podbarvené jsou památky, které mají s bitvou souvislost, leží však mimo území památkové zóny.
| Název                                | Obrázek                                              | Commons | Umístění                                                    | Poznámky |
| ------------------------------------ | ---------------------------------------------------- | --- | ----------------------------------------------------------- | --- |
| Kovárna                              | Kovárna v Blažovicích                                | Kategorie „Stará kovárna (Blažovice)“ na Wikimedia Commons | Blažovice 49°10′5″ s. š., 16°47′17″ v. d.                   | V místech bývalé obecní kovárny, kde si před bitvou nechávali francouzští vojáci okovat koně, byl na přelomu 19. a 20. století postaven dům, rovněž sloužící jako kovárna, dnes č. p. 41. Dům č. p. 19 naproti přes silnici měl ve fasádě zazděné dělové koule z bitvy, v roce 2008 byl zbořen. |
| Zvonice                              | Zvonice v Blažovicích                                | Kategorie „Bell tower in Blažovice‎“ na Wikimedia Commons | Blažovice 49°10′ s. š., 16°47′12″ v. d.                     | Uvnitř kapličky/zvonice z let 1831–1832 jsou umístěny dvě pamětní desky francouzským vojákům a jejich velitelům z dílny člena Československé napoleonské společnosti Přemysla Filipa. Jedna z roku 1995 je věnovaná veliteli francouzského 13. lehkého pěšího pluku Pierru Castexovi, který padl v bojích o Blažovice. Druhá z 29. dubna 1997 přísluší veliteli gardových jízdních myslivců plukovníku Jeanu-Pierru Morlandovi, který padl při střetu s ruskou gardou na Starých vinohradech. |
| Hromaný hrob                         | Kříž v Úlehlích                                      | Kategorie „Kříž v Úlehlích (Blažovice)“ na Wikimedia Commons | Blažovice 49°9′12″ s. š., 16°47′21″ v. d.                   | V blízkosti kříže „v Úlehlích“, který byl později postaven při cestě na Zbýšov, resp. ke křižovatce se silnicí Prace–Křenovice, je jeden z řady neoznačených hromadných hrobů z bitvy. |
| Plastika Smíření                     | Plastika Setkání                                     | Kategorie „Setkání statue (Blažovice)“ na Wikimedia Commons | Blažovice 49°10′8″ s. š., 16°47′18″ v. d.                   | Dřevěná vyřezávaná plastika s postavami tří vojáků různých armád stojí za obcí u silnice vedoucí severně do Tvarožné. Vedle tří vzájemně propojených vysokých pylonů stojí menší pylon symbolizující blažovického rodáka Šebestiána Kubínka. Dílo Daniela Klose bylo odhaleno v roce 2002 péčí obce Blažovice. |
| Místodržitelský palác                | Napoleonova pamětní deska na Místodržitelském paláci | Kategorie „Místodržitelský palác (Brno)“ na Wikimedia Commons | Brno Moravské nám. 1 49°11′52″ s. š., 16°36′30″ v. d.       | Budova moravského místodržitelství a předtím augustiniánského kláštera (dnes Moravská galerie), kde před bitvou pobýval francouzský císař Napoleon a tuto skutečnost dnes upomíná pamětní deska od akademického malíře Karla Zemana, odhalená 30. listopadu 1995. |
| Dietrichsteinský palác               | Kutuzovova pamětní deska na Dietrichsteinském paláci | Kategorie „Plaque of Mikhail Kutuzov in Brno“ na Wikimedia Commons | Brno Zelný trh 8 49°11′31″ s. š., 16°36′30″ v. d.           | Někdejší Dietrichsteinský palác (dnes Moravské zemské muzeum), kde 2.-5. října 1805 pobýval ruský generál Kutuzov ještě před ústupem k Olomouci, odkud se posléze znovu s vojsky vrátil téměř k Brnu k rozhodné slavkovské bitvě. Generálův pobyt dnes upomíná pamětní deska. |
| Obelisk                              | Obelisk v Denisových sadech                          | Kategorie „Obelisk, Denisovy sady (Brno)“ na Wikimedia Commons | Brno Denisovy sady 49°11′27″ s. š., 16°36′20″ v. d.         | Obelisk postavený na místě předchozího železného kříže z roku 1818 upomíná na ukončení napoleonských válek. |
| Pomník generála Valhuberta           | Pomník gen. Valhuberta v Tyršově sadu                | Kategorie „Memorial to Napoleon's general Valhubert at Tyršův sad“ na Wikimedia Commons                                                                                           | Brno Tyršův sad 49°12′9″ s. š., 16°36′9″ v. d.              | Pomník byl v místech bývalého městského hřbitova postaven v 60. letech 20. století na počest francouzského generála Rogera Mellona-Valhuberta, který v Brně zemřel na následky zranění z bitvy. |
| Fara                                 | Fara v Dražovicích                                   | Kategorie „Rectory in Dražovice (Vyškov District)“ na Wikimedia Commons | Dražovice 49°11′40″ s. š., 16°56′46″ v. d.                  | Pozdně barokní stavba z roku 1792, v níž podle zápisu v kronice po bitvě, 4. prosince, Napoleon spolu s pěti důstojníky přenocoval. Historicky to však není potvrzeno a mohlo se jednat o jiného vysokého důstojníka. |
| Kaple sv. Gottharda                  | Kaple sv. Gottharda                                  | Kategorie „Chapel of Saint Godehard (Holubice)“ na Wikimedia Commons | Holubice 49°10′40″ s. š., 16°48′44″ v. d.                   | Stavba z konce 18. století, „pamětník bojů“. Kaple byla vyhlášena kulturní nemovitou památkou. |
| Pomník obětem bitvy                  | Pomník obětem bitvy                                  | | Holubice 49°10′59″ s. š., 16°48′6″ v. d.                    | U cesty z olomoucké silnice do Holubic byl 24. května 2003 odhalen 3,7 metrů vysoký žulový pomník věnovaný obětem bitvy tří císařů, s podobiznou maršála Murata jako zvětšené kopie medaile od Karla Zemana. U pomníku je také úložiště na nalezené kosterní pozůstatky. Z dálky viditelnou připomínkou bitvy je také nedaleké skladovací zařízení betonárny, upravené do podoby obřího kanónu s obsluhou. |
| Mlýn                                 | Stará valcha u Holubic                               | Kategorie „Stará valcha (Holubice)“ na Wikimedia Commons | Holubice 49°9′58″ s. š., 16°49′10″ v. d.                    | Asi 300 let starý bývalý mlýn zvaný Stará valcha (dnes č. p. 147) na potoce Rakovec, asi 400 metrů jižní od Holubic při cestě na Křenovice, „pamětník bojů“. Až k mlýnu údajně dojely a zde se zastavily zbytky ruských hulánů velkoknížete Konstantina rozprášených francouzskou jízdou při velkém jezdeckém střetnutí na pláni západně od Holubic. |
| Cikán                                | Vrch Cikán u Holubic                                 | Kategorie „Cikán (Holubice)“ na Wikimedia Commons | Holubice 49°9′42″ s. š., 16°50′27″ v. d.                    | Z návrší Cikán mezi Holubicemi a Slavkovem pozorovali rakouský císař František I. a ruský car Alexandr I. vývoj bitvy. Na jeho svazích se již večer před bitvou rozložila ruská garda. |
| Kříž a pomník nad vsí                | Kříž a pomník nad Jiříkovicemi                       | Kategorie „Kříž (Jiříkovice)“ na Wikimedia Commons | Jiříkovice 49°10′19″ s. š., 16°45′36″ v. d.                 | Železný kříž z roku 1884 stojí v místech původních kamenných božích muk, která se zřítila roku 1850. Na dochované části božích muk byly vyznačeny šipky směřující k šachtovým hrobům. V Jiříkovicích byla umístěna francouzská polní ambulance, nejspíše v tehdejším dvoře, který však podlehl požáru vsi v roce 1821. Kříž byl v roce 1996 vyhlášen kulturní nemovitou památkou. 25. listopadu 2000 byl v jeho blízkosti odhalen pískovcový pomník podle návrhu Miroslava Pražáka, věnovaný obětem z let 1805–1809 a na památku „poutníka míru“ Norberta Brassina, který slavkovské bojiště navštěvoval v letech 1966–1984. |
| Statek a zvonice                     | Statek na návsi                                      | Kategorie „Panský dvůr (Jiříkovice)“ na Wikimedia Commons · Kategorie „Zvonice (Jiříkovice)“ na Wikimedia Commons                                                                 | Jiříkovice 49°10′1″ s. š., 16°45′29″ v. d.                  | Statek na návsi (někdejší tvrz) a zvonice jsou „pamětníky bojů“, jako jediné přežily požár Jiříkovic. Statek i zvonice byly v roce 1996 vyhlášeny kulturními nemovitými památkami. |
| Strom přátelství                     | Strom přátelství                                     | Kategorie „Strom přátelství (Jiříkovice)“ na Wikimedia Commons | Jiříkovice 49°9′58″ s. š., 16°45′17″ v. d.                  | Ke 200. výročí bitvy byl na západním okraji Jiříkovic, při křížení silnice na Šlapanice a potoka Roketnice, vysazen Strom přátelství. |
| Zájezdní hospoda Kandie              | Osada Kandie                                         | Kategorie „Kandie“ na Wikimedia Commons | Kandie (Brno-Líšeň) 49°11′14″ s. š., 16°42′21″ v. d.        | Bývalá zájezdní hospoda s osadou, kde pobýval čtyři dny před bitvou Napoleon se svým generálním štábem. Trám s nápisem připomínajícím tuto událost je uložen ve slavkovském muzeu. |
| Hráz mezi rybníky                    | Bývalá hráz mezi rybníky                             | Kategorie „Former dam between ponds in Kobylnice (Brno-Country District)“ na Wikimedia Commons                                                                                    | Kobylnice 49°8′37″ s. š., 16°43′49″ v. d.                   | Po hrázi mezi bývalým Horním a Dolním rybníkem, které se rozkládaly západně od Kobylnic, v závěru bitvy ustupovali vojáci III. spojeneckého armádního sboru generálporučíka Przybyszewského k Dvorskům. Dnes tudy vede silnice II/417. Nedaleko v lokalitě „Nad rybníky“ je památkově neoznačený hromadný hrob. |
| Pomník francouzským vojákům          | Pomník francouzským vojákům                          | Kategorie „French soldiers monument in Kobylnice (Brno-Country District)“ na Wikimedia Commons                                                                                    | Kobylnice 49°8′27″ s. š., 16°43′57″ v. d.                   | U křižovatky ulic U Mlýna, Táborská a Ponětovická byl 5. listopadu 2005 péčí Klubu přátel francouzské revoluce a 1. císařství odhalen pamětní kámen francouzského 18. pluku řadové pěchoty, který v bitvě bojoval pod IV. armádním sborem maršála Soulta. |
| Spáčilův statek                      | Spáčilův statek                                      | Kategorie „Spáčilův statek (Křenovice)“ na Wikimedia Commons | Křenovice 49°8′34″ s. š., 16°49′42″ v. d.                   | Bývalý Spáčilův statek, dnes domy č. p. 65 a 222. Velitel spojeneckých vojsk, ruský generál Michail Illarionovič Kutuzov zde přespal v noci před bitvou z 1. na 2. prosince 1805, což připomíná pamětní deska. |
| Socha generála Kutuzova              | Pomník generála Kutuzova                             | Kategorie „Mikhail Kutuzov monument in Křenovice“ na Wikimedia Commons | Křenovice 49°8′32″ s. š., 16°49′38″ v. d.                   | Při vzpomínkových akcích ke 200. výročí bitvy byl 4. prosince 2005 odhalen pomník v podobě sochy ruského generála Kutuzova. Sochu z tepaného měděného plechu vytvořil místní umělecký kovář Oldřich Bartošek podle původního projektu Karla Ochmana a modelu Přemysla Baumajera z roku 1973. |
| Velký hospodářský dvůr               | Velký hospodářský dvůr                               | | Křenovice 49°8′47″ s. š., 16°49′50″ v. d.                   | Před bitvou se v hospodářském dvoře (dnes č. p. 1) konala porada ruského generálního štábu, při níž byli velitelé seznámeni s rozkazy pro bitvu. |
| Kostel sv. Vavřince                  | Kostel sv. Vavřince                                  | Kategorie „Church of Saint Lawrence (Křenovice)“ na Wikimedia Commons | Křenovice 49°8′27″ s. š., 16°49′44″ v. d.                   | V kostele byli po bitvě shromážděni zajatí Rusové. Byl vyhlášen kulturní nemovitou památkou. |
| Krchůvek                             | Pomník padlým na Krchůvku                            | Kategorie „Monument to the Battle of Austerlitz at Krchůvek, Křenovice“ na Wikimedia Commons · Kategorie „Crucifix at Krchůvek (Křenovice, Vyškov District)“ na Wikimedia Commons | Křenovice 49°8′46″ s. š., 16°48′52″ v. d.                   | Pomník padlým a kříž z roku 1920 nad hromadným hrobem vojáků z bitvy. |
| Zájezdní hospoda Maxlůvka            | Zájezdní hospoda Maxlůvka                            | Kategorie „Maxlovka“ na Wikimedia Commons | Maxlůvka (Velatice) 49°11′2″ s. š., 16°45′11″ v. d.         | Bývalý formanský hostinec při olomoucké silnici, dnes samota čítající několik domů. Těsně před bitvou byla stanovištěm deseti eskadron francouzské jízdy, které se poté vydaly směrem k Blažovicím. |
| Zájezdní hospoda Pindulka            | Zájezdní hospoda Pindulka                            | Kategorie „Pindulka“ na Wikimedia Commons | Pindulka (Podolí) 49°10′58″ s. š., 16°43′35″ v. d.          | Bývalá zájezdní hospoda, dnes objekt správy a údržby silnic. Dne 1. prosince 1805 zde povečeřel Napoleon se svými maršály, generály a pobočníky. |
| Zámeček                              | Bývalý zámeček v Podolí                              | Kategorie „Podolí Castle“ na Wikimedia Commons | Podolí 49°11′25″ s. š., 16°43′44″ v. d.                     | Bývalý zámeček v Podolí, dnes obecní úřad, č. p. 1. Před bitvou zde ve dnech 27.–29. listopadu bylo velitelství záložní francouzské jízdy maršála Murata. Do obce pak byla 29. listopadu převelena 2. divize těžkého jezdectva generála d'Hautpoula. Boje se však Podolí vyhnuly. |
| Hostinec a hospodářský dvůr          | Hostinec a bývalý hospodářský dvůr                   | | Ponětovice 49°9′7″ s. š., 16°44′31″ v. d.                   | V bývalém hospodářském dvoře, dnes domě č. p. 1, bylo během bitvy obvaziště francouzské I. pěší divize generála Saint-Hilaira od IV. armádního sboru maršála Soulta. |
| Hromadný hrob                        | Pomníky u hromadného hrobu                           | | Ponětovice 49°9′8″ s. š., 16°44′33″ v. d.                   | Pomníky palým ze světových válek stojí u místní zvonice, v jejímž okolí byl hromadný hrob padlých v bitvě. |
| Kříž u rybníka                       | Kříž u rybníka v Praci                               | Kategorie „Hromadný hrob ruských vojáků z bitvy u Slavkova“ na Wikimedia Commons                                                                                                  | Prace 49°8′22″ s. š., 16°46′4″ v. d.                        | Kříž označuje šachtový hrob asi 800 ruských vojáků. Byl vyhlášen kulturní nemovitou památkou. |
| Kostel Povýšení sv. Kříže            | Kostel sv. Kříže                                     | Kategorie „Church of the Exaltation of the Holy Cross (Prace)“ na Wikimedia Commons                                                                                               | Prace 49°8′16″ s. š., 16°45′51″ v. d.                       | Původně barokní kostel z doby kolem roku 1730, jehož věž sloužila během bitvy ruským vojskům v Praci jako pozorovatelna. Byla však zasažena francouzským dělostřelectvem, vyhořela a po bitvě byla stržena. Po přestavbě kostela v roce 1810 byla o patro snížena. Byl vyhlášen kulturní nemovitou památkou. |
| Památník smíření                     | Památník Smíření                                     | | Prace 49°8′4″ s. š., 16°45′51″ v. d.                        | U silnice z Prace k Mohyle míru byl 26. listopadu 2005 odhalen Památník smíření od Jana Tomíčka, který připomíná tři bojující armády a také tři církve: katolickou, protestantskou a pravoslavnou. |
| Mohyla míru                          | Mohyla míru                                          | Kategorie „Mohyla míru“ na Wikimedia Commons | Pracký kopec (Prace) 49°7′41″ s. š., 16°45′45″ v. d.        | Významný secesní památník z let 1910–1912 vznikl podle návrhu Josefa Fanty v podobě kaple s ossariem, kam byly ukládány ostatky padlých nalezené na bojišti. Jednalo se ve své době o první mírový památník v Evropě. Památník byl postaven v místech, kde francouzský IV. armádní sbor kolem 11. hodiny dopoledne rozrazil střed spojeneckých vojsk a rozhodl tak vítězství v bitvě. Památník byl vyhlášen kulturní nemovitou památkou. V letech předcházejících 200. výročí bitvy byly poblíž vysazeny 4 pamětní stromy: francouzský dub, rakouský krvavý buk, ruská bříza a lípa. |
| Muzeum památníku Mohyla míru         | Muzeum památníku Mohyla míru                         | Kategorie „Muzeum památníku Mohyla míru“ na Wikimedia Commons · Kategorie „Pomník Jirčíkovy brigády“ na Wikimedia Commons                                                         | Pracký kopec (Prace) 49°7′41″ s. š., 16°45′46″ v. d.        | Budova muzea přiléhající k památníku pochází z roku 1925 a obsahuje expozici k bitvě. Po renovaci vznikla ve stávajících výstavních prostorech multimediální expozice a od června 2010 byly propojeny s novým pavilonem, v němž byla otevřena expozice věnovaná ohlasu a tradicím spojeným s bitvou. Na jaře 2023 byla zahájena další stavební úprava vestibulu s přístavbou vyhlídkových plošin. V areálu se též nachází pískovcový pomník rakouské pěší brigádě generálmajora Jirčíka, která v bitvě bránila Pracký kopec, a replika rakouského polního děla (obojí z roku 1995). |
| Zájezdní hospoda Rohlenka            | Motorest Rohlenka                                    | Kategorie „Rohlenka“ na Wikimedia Commons | Rohlenka (Jiříkovice) 49°11′2″ s. š., 16°45′40″ v. d.       | Bývalá zájezdní hospoda, dnes motorest při státní silnici Brno–Olomouc a dálnici D1. V roce 1994 zde byly při budování provozovny McDonald's nalezeny ostatky z hromadného hrobu, po ohledání následujícího roku uložené do osária v kapli na Mohyle míru. |
| Santon                               | Santon                                               | Kategorie „Santon, South Moravia“ na Wikimedia Commons | Santon (Tvarožná) 49°11′18″ s. š., 16°45′50″ v. d.          | Přírodní návrší původně nazývané Padělek bylo před bitvou francouzskými ženisty uměle srovnáno a opevněno třemi pásy okopů, aby vytvořilo palebná postavení pro 18 děl s pěchotní ochranou. Na západní straně kopce byla umístěna polní kuchyň. Původní mariánská kaple na vrcholu byla vojáky také stržena. Na zdi nově vybudované klasicistní kaple Panny Marie Sněžné z roku 1832 jsou dnes pamětní desky francouzských generálů Claparèda a Valhuberta a ruského generála Bagrationa. Od roku 1988 byla na vrcholu kopce instalována kopie francouzského polního kanónu, od roku 2009 snesená na náves. Na úpatí je kříž z bílého kamene na paměť padlých vojáků z roku 1987. Kaple, opevnění Santona i hrob pod kopcem byly vyhlášeny kulturními nemovitými památkami. |
| Pamětní kříž                         | Kříž hraběte Tiesenhausena                           | Kategorie „Memorial of Ferdinand Tiesenhausen in Silničná“ na Wikimedia Commons                                                                                                   | Silničná 49°3′9″ s. š., 16°57′9″ v. d.                      | Kříž z doby kolem roku 1900 nad bývalým hrobem Ferdinanda hraběte Tiesenhausena (křídelního pobočníka ruského cara Alexandra I. a zetě generála Kutuzova). Kříž stojí před domem, v němž hrabě zemřel na zranění z bitvy. |
| Smírčí kámen                         | Kříž a smírčí kámen u silnice                        | Kategorie „Pamětní kámen v Sivicích“ na Wikimedia Commons · Kategorie „Kamenný kříž (Sivice)“ na Wikimedia Commons                                                                | Sivice 49°11′57″ s. š., 16°47′ v. d.                        | Při silnici na Tvarožnou je u smírčího kamene ze 17. století a barokního kříže z roku 1772 hromadný hrob francouzských vojáků a také hrob plukovníka Jeana Baptista Gérarda. Byl vyhlášen kulturní nemovitou památkou. |
| Zámek s parkem                       | Zámek Slavkov u Brna                                 | Kategorie „Slavkov Castle“ na Wikimedia Commons | Slavkov u Brna 49°9′17″ s. š., 16°52′30″ v. d.              | Před bitvou nocovali na zámku ruský car Alexandr I. a rakouský císař František I. Po bitvě 3. prosince z balkónu zámku Napoleon pronesl svoji proklamaci k vojákům, podle níž byla bitva označena za slavkovskou (Austerlitz). Ve dnech 3.-7. prosince zde Napoleon nocoval a 6. prosince zde bylo uzavřeno příměří. Dnes zde turisté navštěvují zámecké expozice, podzemí a tematickou expozici Napoleon - Austerlitz. Zámek s parkem byl vyhlášen kulturní nemovitou památkou a v roce 2008 národní kulturní památkou. |
| Kaple sv. Urbana                     | Kaple svatého Urbana                                 | Kategorie „Chapel of Saint Urban (Slavkov u Brna)“ na Wikimedia Commons | Slavkov u Brna 49°10′12″ s. š., 16°53′19″ v. d.             | Původně barokní kaple z roku 1712 (znovu zřízena r. 1858) na vrchu Urban sloužila francouzským jednotkám jako strážní stanoviště. 28. listopadu zde byl výstřelem z děla oznámen postup spojeneckých vojsk od Olomouce a francouzská vojska se pak stáhla k linii Zlatého potoka, odkud 2. prosince vstoupila do bitvy. Kaple byla vyhlášena kulturní nemovitou památkou. |
| Pamětní sloupek                      | Památník pod Urbanem                                 | Kategorie „Pomník Pod Urbáňkem (Slavkov u Brna)“ na Wikimedia Commons | Slavkov u Brna 49°9′58″ s. š., 16°53′32″ v. d.              | Sloupek nad údajným hromadným hrobem z bitvy na svahu pod kopcem Urbanem. Pomník byl vyhlášen kulturní nemovitou památkou. |
| Smírčí kříž                          | Smírčí kříž Pod stráží                               | Kategorie „Smírčí kříž v ulici Pod Stráží (Sokolnice)“ na Wikimedia Commons | Sokolnice 49°6′51″ s. š., 16°43′8″ v. d.                    | Starší kříž (z roku 1796) stojí v ulici Pod Stráží poblíž vyvýšeniny zvané Stráž coby pozůstatku opevněného místa. V místě by se měl údajně nacházet hromadný hrob, kříž však byl několikrát přesunut. Kříž byl vyhlášen kulturní nemovitou památkou. |
| Zámek s parkem                       | Zámek Sokolnice                                      | Kategorie „Sokolnice Chateau“ na Wikimedia Commons | Sokolnice 49°7′9″ s. š., 16°43′36″ v. d.                    | O zámek probíhaly úporné boje a během bitvy vyhořel. Po roce 1848 byl přestavěn v novorenesančním stylu a dnes slouží jako domov pro seniory. V zámeckém parku v bývalé oranžerii byla zazděna dělová koule z houfnice. Zámek byl vyhlášen kulturní nemovitou památkou. |
| Hospoda Na Bednárně                  |                                                      | | Sokolnice 49°7′4″ s. š., 16°43′31″ v. d.                    | Před zámkem, naproti barokní sýpky, na zdi hostince Na Bednárně (Zámecká 352, resp. č. p. 56) byla 2. prosince 2005 odhalena pamětní deska připomínající založení Komitétu pro postavení Mohyly míru, k němuž došlo v místním sále v roce 1899. |
| Bažantnice                           | Palpost ve zdi bažantnice                            | Kategorie „Gun emplacements in the pheasantry in Sokolnice“ na Wikimedia Commons                                                                                                  | Sokolnice 49°7′29″ s. š., 16°43′55″ v. d.                   | V ohradní zdi obory byla sekundárně vyznačena údajná palebná postavení francouzské dělostřelecké baterie. Pět kanónů mělo stát v průlomech zdi, šestý v bráně. Někteří autoři však věrohodnost palpostů zpochybňují, žádné prameny psané účastníky bitvy o dělech v bažantnici nehovoří. |
| Zámecká sýpka                        | Bývalá zámecká sýpka                                 | Kategorie „Granary in Sokolnice“ na Wikimedia Commons | Sokolnice 49°7′5″ s. š., 16°43′28″ v. d.                    | Bývalá sýpka z 18. století tvořila obranný objekt francouzských vojsk a po bitvě zde byli shromážděni zajatí spojenci. V polích za sýpkou jsou tři neoznačené šachtové hroby. Barokní sýpka byla vyhlášena kulturní nemovitou památkou, v roce 2020 byla přestavěna na bytový dům. |
| Stará pošta                          | Stará pozořická pošta                                | Kategorie „Stará Pošta (Kovalovice)“ na Wikimedia Commons | Stará pošta (Kovalovice) 49°11′7″ s. š., 16°49′34″ v. d.    | Dědičná pozořická pošta z roku 1785, v níž 28. listopadu pobýval Napoleon se svými maršály a během bitvy 2. prosince ji využil ruský generál Bagration jako svůj hlavní stan. Ráno 3. prosince zde Napoleon přijal rakouského knížete Lichtensteina, který přišel s nabídkou příměří a osobní schůzky s císařem Františkem I. Dnes areál slouží jako malé muzeum s restauračními a ubytovacími službami. Přes silnici je ruská pamětní kaple, údajně vybudovaná ruskou šlechtičnou na paměť některého z padlých ruských důstojníků. V letech 2008-2010 zde byl vystavěn ojedinělý pomník padlým koním v podobě koně zasaženého kulkou. |
| Pomník rakouským dělostřelcům        | Pomník rakouským dělostřelcům                        | Kategorie „Pomník rakouským dělostřelcům (Kovalovice)“ na Wikimedia Commons | Stará pošta (Kovalovice) 49°11′21″ s. š., 16°50′36″ v. d.   | Kamenný pomník s trčící dělovou hlavní byl odhalen 2. prosince 1995 při olomoucké silnici za Starou poštou dále na Rousínov. Pomník je věnován dvěma rakouským dělostřeleckým bateriím, které pod velením majora Václava Jana Frierenbergera (na kroměřížském hřbitově se jako kulturní památka dochoval jeho náhrobek) kryly ústup ruského sboru generála Bagrationa v závěru bitvy. |
| Staré vinohrady                      | Vrcholová kóta Starých vinohrad                      | Kategorie „Staré vinohrady“ na Wikimedia Commons | Staré vinohrady (Blažovice) 49°8′53″ s. š., 16°47′10″ v. d. | Vrch na hranici katastrů Jiříkovic, Blažovic, Křenovic a Zbýšova, jedno z vyvýšených míst celého Prateckého návrší, bylo místem klíčových bojů bitvy. Střetla se zde ruská a francouzská císařská garda. Ráno zde bylo stanoviště spojeneckého štábu. Vrcholovou kótu 298 uprostřed polí označuje poškozená kamenná plastika s datováním 187... |
| Boží muka                            | Boží muka na Starých vinohradech                     | Kategorie „Column shrine in Staré vinohrady (Blažovice)“ na Wikimedia Commons · Kategorie „Kříž na Starých vinohradech“ na Wikimedia Commons                                      | Staré vinohrady (Blažovice) 49°8′42″ s. š., 16°47′27″ v. d. | Nedaleko vrcholu Starých vinohrad stojí na křižovatce silnic Prace–Křenovice a Blažovice–Zbýšov boží muka podle návrhu Miroslava Pražáka, zbudovaná a vysvěcená v roce 1992. Ta nahradila původní ze 17. století, jež zde bez úhony přečkala bitvu a byla do základů pobořena až nákladním vozem při polních pracích v roce 1953. Naproti přes silnici stojí litinový kříž z roku 1863. |
| Kopeček                              | Kříž na Kopečku u Šaratic                            | Kategorie „Kopeček (Šaratice)“ na Wikimedia Commons | Šaratice 49°6′56″ s. š., 16°48′49″ v. d.                    | Kříž označuje údajné hromadné hroby ze slavkovské bitvy. Kopeček jakožto mohyla ze starší body železné byl vyhlášen kulturní nemovitou památkou. |
| Zámek s parkem                       | Zámek ve Šlapanicích, dnes gymnázium                 | Kategorie „Šlapanice Castle“ na Wikimedia Commons | Šlapanice 49°10′8″ s. š., 16°43′30″ v. d.                   | Původně barokní zámek sloužil jako francouzská polní nemocnice a v parku byl soustředěn dělostřelecký trén. Byl zde před převozem do Brna ošetřován také Roger Valhubert, jediný francouzský generál, který zemřel na následky zranění z bitvy. Dnes je v zámku výrazně změněném přestavbami gymnázium. |
| Pomník lékařům                       | Pomník J. D. Larreyovi a lékařům                     | Kategorie „Memorial to french surgeon J. D. Larrey and his medics in Šlapanice“ na Wikimedia Commons                                                                              | Šlapanice 49°10′3″ s. š., 16°43′36″ v. d.                   | Na rohu ulic Brněnské a Riegrovy byl u příležitosti 200. výročí bitvy 2. prosince 2005 odhalen pomník Jeanu Dominigue Larreyovi, vrchnímu chirurgovi francouzské armády a všem lékařům ošetřujícím zraněné v bitvě. Autorem pomníku v podobě žulového kvádru na stupňovitém podstavci je zdejší rodák, sochař Jaromír Blažek. |
| Klášterní scholasterie               | Klášterní scholasterie (vpravo)                      | Kategorie „Muzeum ve Šlapanicích“ na Wikimedia Commons | Šlapanice 49°10′9″ s. š., 16°43′37″ v. d.                   | V bývalé klášterní scholasterii byl 18. listopadu štáb spojenecké armády ustupující k Olomouci, v den bitvy 2. prosince pak štáb francouzského IV. armádního sboru maršála Soulta. Připomíná to pamětní deska instalovaná v roce 2000. Od roku 1949 v budově sídlí muzeum, v současnosti jedna z poboček Muzea Brněnska. Scholasterie byla vyhlášena kulturní nemovitou památkou. |
| Kostel Nanebevzetí Panny Marie       | Kostel Nanebevzetí Panny Marie                       | Kategorie „Church of the Assumption of the Virgin Mary (Šlapanice)“ na Wikimedia Commons                                                                                          | Šlapanice 49°10′11″ s. š., 16°43′35″ v. d.                  | Původně gotický kostel z 15. století, v polovině 18. barokně přestavěný. V kostele byli po bitvě shromážděni zajatí spojenečtí vojáci. Kostel byl vyhlášen kulturní nemovitou památkou. |
| Zazděná boží muka                    | Zazděná boží muka                                    | | Šlapanice 49°9′57″ s. š., 16°43′52″ v. d.                   | Boží muka v Jiříkovské ulici zazděná do domu (č. p. 139) připomínají šachtový hrob. |
| Pomník na hřbitově                   | Pomník na hřbitově                                   | Kategorie „Hrob francouzských vojáků (Šlapanice)“ na Wikimedia Commons | Šlapanice 49°10′15″ s. š., 16°43′45″ v. d.                  | Pomník z roku 1965 na městském hřbitově nad hrobem obětí bitvy. Kosterní pozůstatky padlých francouzských vojáků sem byly umístěny ze zrušeného Krchůvku v polovině 19. století. |
| Boží muka a pomník padlým koním      | Boží muka Na Lopatě s pomníkem                       | Kategorie „Boží muka Na Lopatě (Telnice)“ na Wikimedia Commons · Kategorie „Pomník padlým koním Na Lopatě“ na Wikimedia Commons                                                   | Telnice 49°6′7″ s. š., 16°43′31″ v. d.                      | V okolí barokních božích muk „Na Lopatě“ z konce 18. století s dobrým výhledem na bojiště byla soustředěna obrana francouzských vojsk v Telnici. Boží muka byla vyhlášena kulturní nemovitou památkou. V prosinci 2019 byl v sousedství odhalen pomník koním padlým v bitvě. |
| Boží muka                            | Boží muka na Mrtvé cestě                             | Kategorie „Boží muka u Mrtvé cesty“ na Wikimedia Commons | Telnice 49°6′23″ s. š., 16°42′48″ v. d.                     | Poblíž božích muk u silnice, která nahradila tzv. „Mrtvou cestu“, kudy chodívaly pohřební průvody ze Sokolnic na telnický hřbitov, byla pozice francouzské dělostřelecké baterie. Boží muka byla vyhlášena kulturní nemovitou památkou. |
| Boží muka                            | Boží muka v Růžové ulici                             | Kategorie „Boží muka na křižovatce Růžová - V dědině“ na Wikimedia Commons | Telnice 49°5′57″ s. š., 16°42′48″ v. d.                     | Klasicistní trojboká boží muka z 20. let 19. století v Růžové ulici vyznačují údajný hromadný šachtový hrob. Byla vyhlášena kulturní nemovitou památkou. Další tři – památkově neoznačené – hromadné hroby jsou v Telnici známy v lokalitách Odměrky, Malá dráha a Za kostelem. |
| Kostel sv. Jana Křtitele             | Kostel sv. Jana Křtitele                             | Kategorie „Church of Saint John the Baptist (Telnice)“ na Wikimedia Commons | Telnice 49°6′7″ s. š., 16°43′6″ v. d.                       | Kolem kostela byla soustředěna obrana francouzských vojsk v Telnici, ve zdi kolem kostela jsou znatelné pozice děl a ve věži jsou zazděny dělové koule. Na farním úřadě 27. listopadu přespal Napoleon. Kostel byl vyhlášen kulturní nemovitou památkou. |
| Pomník uherským vojákům „Kopjafa“    | Pomník uherským vojákům „Kopjafa“                    | Kategorie „Monument to Hungarian soldiers from the Battle of Austerlitz in Telnice“ na Wikimedia Commons                                                                          | Telnice 49°6′5″ s. š., 16°43′10″ v. d.                      | Dne 2. prosince 2006 byl v parčíku před mateřskou školou odhalen pomník v podobě vyřezávaného dubového sloupu. Věnován byl padlým uherským vojákům, kteří v bitvě bojovali jako předvoj I. kolony polního podmaršála Kienmayera. O pět let později, 3. prosince 2011, vedle něj přibyl další, zdobnější sloup. |
| Kosmákův kříž a Valhubertův památník | Kosmákův kříž                                        | Kategorie „Kosmákův kříž“ na Wikimedia Commons · Kategorie „Pomník generála Valhuberta pod Santonem“ na Wikimedia Commons                                                         | Tvarožná 49°11′17″ s. š., 16°46′0″ v. d.                    | Dřevěný vyřezávaný kříž věnovaný místnímu knězi a spisovateli stojí nad údajným hromadným hrobem. Vedle je i památník vyznačující místo smrtelného zranění francouzského generála Valhuberta. Asi dva metry vysoký žulový památník byl odhalen 24. listopadu 2000. |
| Pamětní deska                        | Pamětní deska na návsi                               | | Tvarožná 49°11′29″ s. š., 16°46′28″ v. d.                   | V roce 1993 byla na návsi odhalena pamětní deska obětem bitvy tří císařů. V naproti stojící budově obecního úřadu je umístěna plastická mapa bojiště zobrazující bitevní situaci, kterou obec obdržela darem v roce 1990 od vídeňské jednotky Deutschmeister Schützen Korps. |
| Pomník ruským vojákům                | Pomník ruským vojákům                                | | Tvarožná 49°11′26″ s. š., 16°46′33″ v. d.                   | Pomník odhalený 21. listopadu 2004 u kostela sv. Mikuláše stojí v místech společného hrobu ruských vojáků, který byl objeven v roce 1923. Ve vstupní bráně nedalekého hřbitova byla v srpnu 1994 odhalena pamětní deska pplk. Emila Kalába, zdejšího rodáka a jednoho z prvních historiků slavkovské bitvy. |
| Spálený mlýn                         | Janův Dvůr u Spáleného mlýna                         | Kategorie „Spálený mlýn (Násedlovice)“ na Wikimedia Commons | Uhřice/Násedlovice 49°1′30″ s. š., 16°57′45″ v. d.          | Místo setkání Napoleona s rakouským císařem Františkem I. dne 4. prosince 1805, kde došlo k dohodnutí příměří, na druhý den podepsaného ve slavkovském zámku. Torzo lípy, pod níž údajně k jednání došlo, je uloženo ve slavkovském muzeu. Později byl u Spáleného mlýna postaven Janův Dvůr zvaný též Bačalárna. Roku 1900 byla na západním průčelí budovy umístěna pamětní deska ze syenitu, dílo sochaře Johanna Eduarda Tomoly. Roku 2003 zde byl umístěn obelisk připomínající oběti války a vysazeny 4 lípy. |
| Kaple sv. Antonína Paduánského       | Kaple sv. Antonína Paduánského                       | Kategorie „Kaple svatého Antonína Paduánského (Újezd u Brna)“ na Wikimedia Commons                                                                                                | Újezd u Brna 49°6′35″ s. š., 16°45′23″ v. d.                | Dělostřelbou rakouských děl z těchto míst byla podle předpokladu ráno 2. prosince zahájena slavkovská bitva a odpoledne odtud Napoleon pozoroval ústup spojenců od Telnice a Žatčan. Kaple z roku 1703, od roku 1785 zrušená, vyhořela a současná novorománská kaple byla na stejném místě postavena roku 1863. Kaple byla vyhlášena kulturní nemovitou památkou. |
| Bývalý mlýn                          | Areál mlýna roku 2013                                | Kategorie „Former mill (Rychmanov)“ na Wikimedia Commons | Újezd u Brna 49°6′25″ s. š., 16°46′ v. d.                   | Tzv. Peclův mlýn, v písemných pramenech poprvé zmíněný v roce 1465, je připomínán také v románu Lva Nikolajeviče Tolstého Vojna a mír. Za bitvy v něm byl umístěn válečný lazaret. Ve dvoře byla pamětní deska majitelů, původní objekt sloužil později jako sklad. Po roce 2015 došlo k ukončení výroby a budova byla zbořena. V lokalitě byla ohlášena výstavba obytné čtvrti. |
| Pieta                                | Pieta v Rychmanově                                   | Kategorie „Pieta (Rychmanov)“ na Wikimedia Commons | Újezd u Brna 49°6′6″ s. š., 16°46′2″ v. d.                  | V listopadu 2009 byl u příležitosti 10. výročí založení společnosti Mohyla míru - Austerlitz odhalen pomník civilním obětem bitvy, umístěný v parčíku u rybníka v Rychmanově. Autorem plastiky nazvané Pieta byl Nikos Armutidis. |
| Pomník Tří císařů                    | Pomník Tří císařů                                    | Kategorie „Monument to the three emperors“ na Wikimedia Commons | Zbýšov 49°8′29″ s. š., 16°47′38″ v. d.                      | Moderní památník Tří císařů, odhalený k dvoustému výročí bitvy 17. září 2005 péčí Československé napoleonské společnosti a obce Zbýšov, stojí na návrší nad Zbýšovem, poblíž křižovatky Blažovice–Křenovice–Prace. V místě již zaniklé polní cesty nezávisle na sobě v různých časech během bitvy prošli všichni tři císařové. Ty symbolizuje trojice sloupků nesoucí „slavkovské slunce“ a také materiálové složení pomníku z francouzské, ruské a německé žuly. |
| Kříž                                 | Kříž ve Zbýšově                                      | Kategorie „Kříž na cestě k vinohradům (Zbýšov)‎“ na Wikimedia Commons | Zbýšov 49°7′57″ s. š., 16°48′34″ v. d.                      | Litinový kříž z roku 1870 v lokalitě První díly nad šachtovým hrobem z bitvy. Ostatky z něj byly v roce 1836 převezeny do Křenovic do hromadného hrobu poblíž Krchůvku. Kříž stál původně mimo zástavbu u cesty vedoucí k vinohradům, později byl při dalším rozvoji zástavby přesunut o několik metrů k silnici. |
| Zvonice                              | Zvonice ve Zbýšově                                   | Kategorie „Bell tower in Zbýšov (Vyškov District)“ na Wikimedia Commons | Zbýšov 49°7′50″ s. š., 16°48′25″ v. d.                      | V rozích zvonice na návsi jsou zazděné dělové koule ze slavkovské bitvy. Zvonice/kaplička Panny Marie Sedmibolestné byla vystavěna v roce 1836 právě jako dík za přežití útrap během bitvy. |
| Mlýn                                 | Žatčanský mlýn                                       | Kategorie „Žatčanský mlýn“ na Wikimedia Commons | Žatčany 49°5′13″ s. š., 16°43′20″ v. d.                     | Mlýn na hrázi mezi Žatčanským a Měnínským rybníkem v části Třebomyslice, tehdy samostatné vesnici, během bitvy vyhořel. Později byl k němu přistavěn dvůr, zvaný též zámeček. Ve štítě bývalého mlýna je zazděno 5 dělových koulí ze slavkovské bitvy nalezených v okolí. |
| Hráz rybníka                         | Hráz bývalého rybníka                                | | Žatčany 49°5′14″ s. š., 16°43′16″ v. d.                     | Po hrázi bývalého Žatčanského rybníka ustupovala spojenecká vojska v odpoledních hodinách 2. prosince 1805. Dnes je zde silnice II/416. K Žatčanskému a Měnínskému rybníku se váže legenda o množství utonulých, když zamrzlou hladinu s prchajícími vojáky údajně rozstřílelo francouzské dělostřelectvo, ta je však nepotvrzená a pravděpodobně silně nadsazená. |
| Štěrkový lom                         | Štěrkový lom na Žuráni                               | Kategorie „Horka (natural monument)“ na Wikimedia Commons | Žuráň (Podolí) 49°10′51″ s. š., 16°43′43″ v. d.             | Ve štěrkovém lomu pod kopcem Žuráň měl Napoleon 1. prosince hlavní stan a přenocoval zde ve svém kočáře. |
| Žuráň                                | Žuráň                                                | Kategorie „Žuráň“ na Wikimedia Commons | Žuráň (Podolí) 49°10′47″ s. š., 16°44′18″ v. d.             | Na Žuráni bylo velitelské stanoviště francouzského císaře Napoleona, odkud ráno dal rozkaz k útoku na Pratecké výšiny. V roce 1930 zde byl instalován kubistický žulový památník s plastickou mapou bitevního rozložení vojsk a francouzskou proklamací před bitvou. Je uváděn jako symbolické exteritoriální území Francie a od roku 1958 je kulturní nemovitou památkou. |